# Memecylon eduliforme
Memecylon eduliforme là một loài thực vật có hoa trong họ Mua. Loài này được Aug. DC. mô tả khoa học đầu tiên năm 1901.